# N.EX.T Is Alive - The World Tour
《N.EX.T Is Alive》는 대한민국의 록 밴드 N.EX.T의 'The World'투어 실황을 담은 라이브 앨범이다. 공연은 서울특별시, 부산광역시, 대구광역시에서 열렸다.

## 수록곡
| #             | 제목                           | 작사          | 작곡           | 재생 시간 |
| ------------- | ------------------------------ | ------------- | -------------- | --------- |
| 1.            | 〈The World we made〉          | 신해철        | 신해철, 김세황 | 9:16      |
| 2.            | 〈Komerican Blues〉            | 신해철        | 신해철         | 4:55      |
| 3.            | 〈The Age of No God〉          | 신해철        | 신해철         | 9:27      |
| 4.            | 〈Questions〉                  | 신해철        | 김세황         | 7:20      |
| 5.            | 〈Turn off the T.V〉           | 신해철        | 신해철         | 5:48      |
| 6.            | 〈I am Trash Guitar solo〉     |               | 김세황         | 8:38      |
| 7.            | 〈Hope〉                       | 신해철        | 신해철, 김세황 | 4:40      |
| 8.            | 〈힘겨워하는 연인들을 위하여〉 | 신해철        | 김영석         | 8:53      |
| 9.            | 〈Money〉                      | 신해철        | 신해철, 김세황 | 5:49      |
| 총 재생 시간: | 총 재생 시간:                  | 총 재생 시간: | 총 재생 시간:  | 64:46     |

## 참여
이 목록은 해당 앨범의 부클릿 〈staff〉목록에서 발췌하였다.
| 넥스트 - 신해철 - 보컬 - 김세황 - 기타, 백 보컬 - 김영석 - 베이스 기타, 백 보컬 - 이수용 - 드럼 참여 음악인, 게스트 - 강석훈, 김유성(디지털 아시아) - 건반 악기 - 서울 풍물단(최익환, 김광수, 임원식, 김영준, 이병관) - 사물놀이 - 남궁정애 - 창, 구음 - 이정식, 신영환, Chris Mccabe, David Edge - 금관 악기 - Stress(최희경, 신영주, 박윤희) - 코러스 스탭 - 유니버설 스튜디오 - 믹싱, 마스터링 스튜디오 - Paul O'duffy - 믹싱 - 박성재, 김지연 - 믹싱 보조 - 이유억 - 마스터링 시각 스탭 - 전상일 - 디자이너, 사진 - 정진경 - 사진 - 유지원 - 무대의상 디자인, 스타일리스트 - 안미현 - 스타일리스트 | 무대 스탭 - 김경남(레볼루션 No.9) - 프로듀서 - 최광일(두비컴) - 공연 감독(서울, 대구) - 안태영(한빛) - 공연 감독, 계획(부산) - 김현숙(5C 고구려) - 공연 계획(서울) - 배성혁(성우이벤트) - 공연 계획(대구) - 이정무(토팩스) - 무대 설치(서울, 부산) - 박준우(한백) - 무대 설치, 조명 감독(대구) - 서유정, 이성중, 공홍표, 한기호(조연, 일류라이트) - 조명 감독(서울) - 김경진(문화) - 조명 감독(부산) - 김운환, 김종군(아시아테크) - 레이저 효과(서울) - 문승욱, 정찬우, 우길택, 박희권(프러그) - 특수 효과(서울) - 장삼복, 김복만(Q특수) - 특수 효과(대구, 부산) - 한진수(제일비젼) - 멀티비전(부산) - 정광식, 정동현, 정명종(SUN 악기) - 악기 세팅 - Paul O'duffy - 음향 기술자 - 김한구 - 음향 보조 - 성지훈 - 모니터 음향 기술 - 한종진, 장일성 - 모니터 음향 보조 - 성낙기(세기음향) - 음향 감독(서울) - 최기선, 조진윤, 손병구, 한병수, 윤성한(서울음향) - 음향 감독(대구, 부산) - 강수진, 김수환, 윤봉운, 이유한(뮤직라인) - 오디오 - 권오창 - 기타 테크니션 - 최성진 - 베이스 테크니션 - 김윤건 - 드럼 테크니션 - 신형민 - 리허설 보컬리스트 - 이관섭, 이성훈, 임무섭 - 백 스테이지 스탭 - David 임 - 보디가드 팀 |